# توصيل عظمي

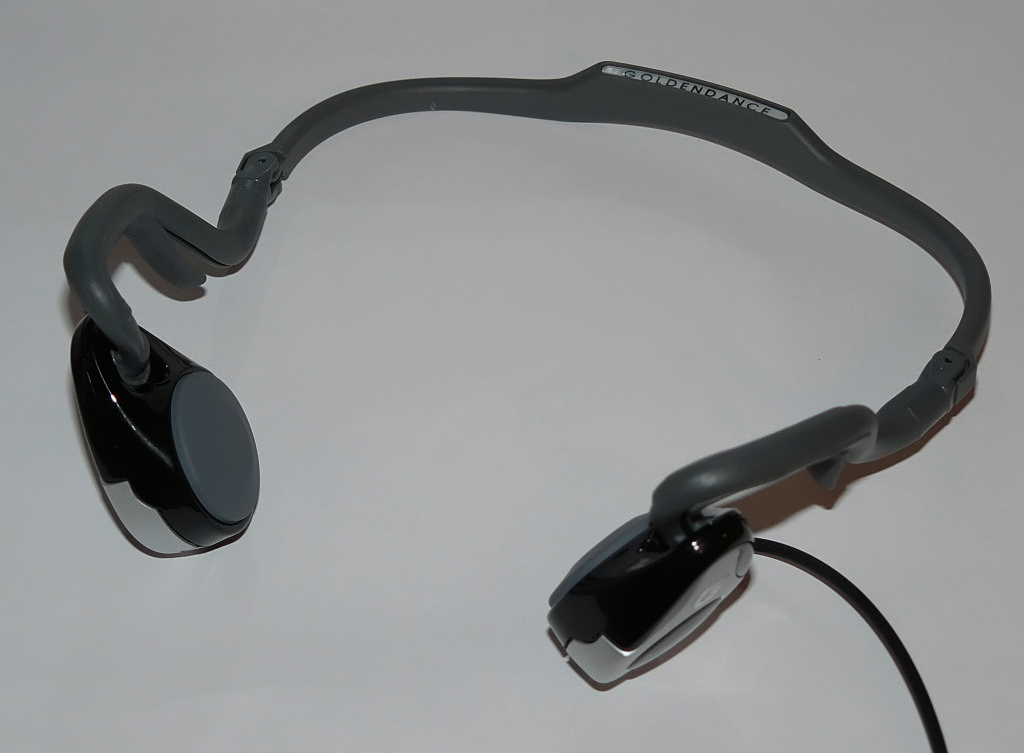
نموذج لسماعة رأس تستخدم تقنية التوصيل العظمي. حيث يرتكز المبدلان أمام الأذنان.

توصيل عظمي (بالإنجليزية: Bone Conduction)‏ هو توصيل الصوت إلى الأذن الداخلية مباشرة، عبر عظام الجمجمة. يمكن استخدام تقنية التوصيل العظمي للأشخاص طبيعيّ أو ضعيفي السمع على حد سواء.

## نظرة عامة
التوصيل العظمي هو أحد أسباب سماع الشخص لصوته مختلفا عند تسجيله وإعادة سماعه. وذلك لأن عظام الجمجمة تنقل الترددات الصوتية المنخفضة بشكل أفضل من الهواء، فيسمع الشخص صوته أكثر هدوءا وتفخيما مما يسمعه الآخرون، وعند تسجيل الشخص لصوته سيلاحظ لدى سماعه له أن تردد صوته أعلى مما هو معتاد عليه.

## طريقة العمل
تستخدم لانتاج هذه التقنية مبدلات صغيرة توضع على عظام الجمجمة جانب إحدى أول كلا الأذنين، وتعمل هذه المبدلات على استقبال الترردات الصوتية الخارجية وتحويلها إلى ذبذبات ميكانيكية خفيفة، حيث تنتقل هذه الترددات عبر العظم إلى الأذن الداخلية مباشرة، متجاوزة الأذن الخارجية والوسطى، ثم تقوم الأذن الداخلية بدورها بنقل تلك الذبذبات إلى مركز السمع في العقل لتترجم على شكل صوت طبيعي.
وتعتبر هذه التقنية حلا مثاليا لمن يواجهون مشاكل في الأذن الخارجية والوسطى وهما جزءان أساسيان من تكوين الأذن.

## المنتجات
تقسم منتجات التوصيل العظمي عادة إلى ثلاث مجموعات:
- منتجات طبيعية، مثل السماعات الاسلكية أو سماعات الرأس. وهناك عدة شركات تنتج مثل هذا النوع، كشركة (AfterShokz).[3]
- سماعات طبية تستخدم كأجهزة مساعدة للسمع، تثبّت بتدخل جراحي بسيط، تسمى أحيانا بالجسور العظمية. ومثال ذلك منتجات شركة (MED-EL) التي تنتج عدة أجهزة لهذا الغرض.[4]
- منتجات اتصالات متخصصة (تستخدم داخل الماء مثلا، أو في الأجواء عالية الضجيج).

### استخدامات حديثة
تستخدم نظارة جوجل هذه التقنية لنقل المعلومات من النظارات الذكية إلى جهاز سمع المستخدم عن طريق إركاز (وضع) ناقل الذبذبات الميكانيكية الصوتية (المبدل) داخل أذن النظارة (تحديدا في الجزء المجاور للأذن مقابل عظم الصدع)، حيث يتم إرسال الذبذبات إلى الأذن الداخلية مباشرة.